# Ушкінська
У́шкінська (рос. Ушкинская) — присілок у складі Лузького району Кіровської області, Росія. Входить до складу Папуловського сільського поселення.
Населення становить 14 осіб (2010, 15 у 2002).
Національний склад станом на 2002 рік — росіяни 100 %.